# シェフィールド・イーグルズ
シェフィールド・イーグルズ（Sheffield Eagles）は、イングランド、サウス・ヨークシャー、シェフィールドのプロラグビーリーグクラブである。2019年はチャンピオンシップ（2部）でプレーした。ホームグラウンドはオリンピック・レガシー・パーク（以前のホームグラウンドであるドン・バレー・スタジアムの跡地に建てられた）。最初のクラブは1984年に設立され、以前はスーパーリーグで競っていた。新たな、現在のクラブは旧クラブがハダーズフィールド・ジャイアンツと合併した後の2000年に設立された。旧クラブの最大の成果は1998年のチャレンジカップ優勝である。

## 歴史
1982年、ハダーズフィールドのキャプテンで選手組合のチェアマンだったゲーリー・ヘザーリントンがヨークでのコーチの仕事を逃した。ヘザーリントンはシェフィールドに自身のクラブを設立することを決断した。1983-84シーズンにセカンド・ディビジョンに参入する最初の計画は、シェフィールド・ユナイテッドが新チームのホームゲームをブラモール・レーンでプレーさせるという約束を撤回したことで破綻した。
クラブは結局1984年にセカンド・ディビジョンに加入した。
ルパート・マードックが資金援助したスーパーリーグが最初に提唱された時、取り引きの一部として一部の伝統的クラブの合併があった。シェフィールドはドンカスターと合併して「サウス・ヨークシャー」クラブを設立する計画が検討された。これは、その他の提案された合併と共に、サポーターによる強烈な反対を受け、具体化することはなかった。クラブは「シェフィールド・イーグルズ」として1996年のスーパーリーグの創設メンバーとなった。
1998年5月2日、イーグルズはウェンブリー・スタジアムで開催されたチャレンジカップでウィガン・ウォリアーズと対峙した。ウィガンは現代ラグビーリーグの最高峰の選手らを擁し、優勝の大本命だった。イーグルズは試合の最初から最後までリードを保って17対8で勝利し、大会史に残る最大の番狂わせを一つを起こした。
チャレンジカップ優勝後、物事がうまくいかなくなり始めた。期待された観客数の増加は起こらず、チームの成績を芳しくなく、降格圏ぎりぎりの順位でシーズンを終えた。財政は急速に落ち込み、ほとんど外部からの助けはなく、イーグルズは現在の状態では存続できないことが明らかとなった。イーグルズは、クラブを救うための投資家が現われなければシーズンの終了時にクラブは破産すると発表した。
1999年末、ラグビー・フットボール・リーグはスーパーリーグのクラブ数の削減を求めた。リーグの取った手段の一つは合併する2クラブへの合計100万ポンドの選択肢だった。これがシェフィールドでラグビーリーグを存続させる唯一の道であると考え、クラブはハダーズフィールド・ジャイアンツと合併するというRFLからの申し出を受諾した。これによって新チーム、ハダーズフィールド＝シェフィールド・ジャイアンツが誕生した。新クラブは2000年シーズンのホームゲームをシェフィールドとハダーズフィールドの両方でプレーする予定であった。ハダーズフィールド＝シェフィールドチームのアウェーユニフォームはシェフィールド・イーグルズのクラブカラーを使用した。合併したハダーズフィールド＝シェフィールドチームはシーズン終了を待たずに合併前のハダーズフィールド・ジャイアンツという名称に戻った。ただちに復活したシェフィールド・イーグルズは下位リーグで存続することとなった。
新たなイーグルズはノーザン・プレミアシップ（2部）に参入した。

## タイトル

### リーグ
- セカンド・ディビジョン/チャンピオンシップ:
  - 優勝 (2): 2012, 2013
  - 準優勝 (1): 2011
- サード・ディビジョン/リーグ1:
  - プレーオフ決勝: 2006

### カップ
- チャレンジカップ:
  - 優勝 (1): 1998
- 1895杯:
  - 優勝 (1): 2019
- チャンピオンシップ・カップ:
  - 準優勝 (1): 2013
- Tolent Cup:
  - 優勝 (5): 2000, 2001, 2003, 2004, 2005
- サウス・ヨークシャー杯:
  - 優勝 (8): 2001, 2002, 2007, 2008, 2010, 2012, 2013, 2014

### 在籍リーグ
| - 1984–1989: ディビジョン2 - 1989–1996: ディビジョン1 - 1996–1999: スーパーリーグ - 2000–2002: チャンピオンシップ（2部） - 2003–2005: リーグ1（3部） - 2006–現在: チャンピオンシップ（2部） |